# 马鞍街道 (重庆市)
马鞍街道是中华人民共和国重庆市涪陵区下辖的一个街道办事处。

## 行政区划
马鞍街道下辖以下村级行政区划单位：
马鞍社区、杨二坪社区、和平社区、太乙门社区、大石庙社区、高岩口社区、石马社区、玉屏社区、两桂社区、红星社区、双河口社区、盘龙社区、双溪社区、大鹅社区、人和社区、均安社区、新阳社区、倪峰社区、金银社区、鹤凤社区。